# اولی کندی
اولی کندی یک روستا در ایران است که در دهستان اجارود غربی واقع شده است. اولی کندی۲۰۰ نفر جمعیت دارد. نام دیگر این روستا روستای اجیرلو می‌باشد. این روستا دارای مشابهت اسمی با روستایی در اطراف شهر تبریز می‌باشد.